# La Danseuse masquée
Pour les articles homonymes, voir The Masked Dancer.
Pour plus de détails, voir Fiche technique et Distribution.
La Danseuse masquée (titre original : The Masked Dancer) est un film muet américain réalisé par Burton L. King, sorti en 1924.

## Fiche technique
- Titre : La Danseuse masquée
- Titre original : The Masked Dancer
- Réalisation : Burton L. King
- Assistant-réalisateur : Ben Silvey (en)
- Scénario : John Lynch, d'après la pièce de Rudolph Lothar (en)
- Photographie : Charles J. Davis, Neil Sullivan
- Producteur :
- Société de production : Eastern Productions
- Société de distribution : Principal Distributing (États-Unis)
- Pays de production :  États-Unis
- Langue : Anglais
- Métrage : 1 520,04 m
- Format : Noir et blanc — 35 mm — 1,33:1 — Muet
- Genre : Comédie dramatique, Film romantique
- Durée : 50 minutes
- Date de sortie : 
  - États-Unis : 15 février 1924

## Distribution
- Lowell Sherman : Prince Madhe Azhar
- Helene Chadwick : Betty Powell
- Leslie Austin : Robert Powell
- Joe King : Fred Sinclair
- Arthur Housman :